# Anticionizmus
Az anticionizmus több, a cionizmus eszméivel szemben álló politikai vagy vallási nézet gyűjtőneve. Az anticionisták motivációi és nézeteik kifejezése rendkívül sokfélék lehetnek.

## Az anticionizmus jelentése
Az anticionizmust gyakran jellemzik úgy, mint Izrael, mint zsidó állam fennállását ellenző nézet. Egyes anticionisták az izraeli kérdés megoldására válaszként egy olyan államot képzeltek el, amely a mai Izrael, Ciszjordánia és a Gáza-övezet területén helyezkedne el, amelyben mind a zsidók, mind a palesztinok egyenrangú állampolgárok lennének. Az anticionizmus más, radikálisabb képviselőinek (például a militáns palesztin csoportoknak) legfőbb törekvése Izrael állam gazdasági, politikai befolyásának megtörése, illetve mint államalakulat megsemmisítése.
Az anticionizmus kifejezés első megjelenése legkésőbb 1902-re tehető, az 1920-as, 1930-as években gyakran használták a Palesztina akkori brit mandátum területén történő eseményekre, mikor is több arab szervezet ellenezte a zsidók betelepülését.
A kifejezés az 1970-es években tett szert nagyobb jelentőségre a politikában, az arab-izraeli konfliktus részeként. Az 1967-es hatnapos háború előtt az Izrael állam fennállását ellenzők nagy részét az arab világ népe tette ki. Az 1970-es évek óta azonban Izrael uralma a Nyugati Part és a Gáza-övezet felett egyre több kritikát váltott ki és elősegítette e politikai nézet terjedését.
A Society for Rational Peace  weblapja szerint „Az anticionizmus az a meggyőződés, hogy Izraelnek nincs joga létezni. Az a meggyőződés, mely szerint Izrael népe nem határozhatja meg, hol húzódnak Izrael biztonságos és védhető határai.”
A cionizmust és az anticionizmust egyaránt vádolták azzal, hogy tulajdonképpen a rasszizmus egy formája. Az ENSZ 4686-os határozata  eltörölte a korábbi, 3379-es határozatot, mely szerint „a cionizmus a rasszizmus és a faji megkülönböztetés egy formája”.